# Condado de Przemyśl
El condado de Przemyśl (en polaco: powiat przemyski) es una unidad de administración territorial y gobierno local (powiat) en el Voivodato de Subcarpacia, sureste de Polonia, en la frontera con Ucrania. Entró en vigor el 1 de enero de 1999, como resultado de las reformas del gobierno local polaco aprobadas en 1998. Su sede administrativa es la ciudad de Przemyśl, aunque la ciudad no forma parte del condado (constituye una ciudad condado separada).
El condado cubre un área de 1213,73 kilómetros cuadrados (468,6 mi²). A partir de 2019, su población total es 74.234.

## Condados vecinos
Además de la ciudad de Przemyśl, el condado de Przemyśl también limita con el condado de Bieszczady al sur, con el condado de Lesko al suroeste, con el condado de Sanok y con el condado de Brzozów y condado de Rzeszów al oeste el condado de Przeworsk y condado de Jarosław al norte. También limita con Ucrania al este.

## División administrativa
El condado se subdivide en 10 gmina. Estos se enumeran en la siguiente tabla, en orden descendente de población.
| Gmina                                   | Tipo         | Área (km2) | Población (2019) | Asiento    |
| Gmina Żurawica                          | rural        | 95.4       | 12,984           | Żurawica   |
| Gmina Przemyśl                          | rural        | 108.4      | 10,628           | Przemyśl * |
| Gmina Dubiecko                          | urbano-rural | 154.3      | 9,186            | Dubiecko   |
| Gmina Orły                              | rural        | 70.1       | 8,882            | Orły       |
| Gmina Bircza                            | rural        | 254.5      | 6,582            | Bircza     |
| Gmina Medyka                            | rural        | 60.7       | 6,546            | Medyka     |
| Gmina Fredropol                         | rural        | 159.7      | 5,514            | Fredropol  |
| Gmina Krasiczyn                         | rural        | 127.2      | 5,188            | Krasiczyn  |
| Gmina Krzywcza                          | rural        | 94.5       | 4,843            | Krzywcza   |
| Gmina Stubno                            | rural        | 89.1       | 3,881            | Stubno     |
| * el asiento no forma parte de la gmina |              |            |                  |            |